# ふかや花園駅
ふかや花園駅（ふかやはなぞのえき）は、埼玉県深谷市黒田にある秩父鉄道秩父本線の駅である。駅番号はCR17。

## 歴史
深谷市は、関越自動車道花園インターチェンジに程近いこの地区に、『ふかや花園プレミアム・アウトレット』を中核とする産業拠点を開く事を計画しており（花園IC拠点整備プロジェクト）、2015年に三菱地所・サイモンがモールの事業者として選定され、2022年10月20日に開業した。2017年6月に深谷市と秩父鉄道は共同で、地元住民の利便性向上と、このアウトレットモールへの交通手段の一つとする事を目的として、当駅を新設することを発表した。請願駅として、深谷市が総事業費の約4億円全額を負担した。
駅名の由来は、歴史や伝統のある深谷市の「ふかや」と、当駅周辺の地名「花園」（旧花園町）を組み合わせたものであり、駅新設発表の場で開業日と共に公表された。
当駅の設置に当たっては、アウトレットモール予定地が優良農地となっており、本来は商業施設を建設できないため、それを解除する手段として、新駅建設を前提としており（つまり当駅が開業しない限り、モール建設の申請・建設が始められない）、更にモール用地も深谷市が取得する形になっているとして、税金負担に反対する一部の市民が駅・モールの建設の是非を問う住民投票を行うべく署名を集め、市議会に提出したが否決されている。

### 年表
- 2017年（平成29年）6月14日 - 深谷市と秩父鉄道が共同で、新駅建設決定と駅名・開業日を同時発表。
- 2018年（平成30年）
  - 10月1日 - 開業に先駆けてダイヤ改正を実施。また当駅はパレオエクスプレスの停車を見込んだ構造だが、開業時点では通過となる[7]。
  - 10月17日 - 完成記念式典[8]。
  - 10月20日 - 開業[8]。
- 2022年（令和4年）
  - 3月12日 - ICカード「PASMO」の利用が可能となる[9]。これにあわせて自動改札機（IC専用）を導入[10]。
  - 10月1日 - ダイヤ改正により、急行「SLパレオエクスプレス」「秩父路」の停車駅となる[11]。

## 駅構造
線路の北側にプラットホームと駅舎を配する1面1線の地上駅である。ホームの有効長は、SLパレオエクスプレスが停車可能な110メートルとなっている。
駅舎は、コンコースの出入口に大きなキャノピーを設けた切妻屋根が特徴となる。自動券売機を有するほか、スロープを設けてバリアフリーにも対応している。2022年3月12日のPASMO導入にあわせ、改札口にICカード専用自動改札機が設置された（ICカード以外の利用客は駅係員による改札が行われる）。多目的トイレを含む化粧室はいずれも改札内にある。

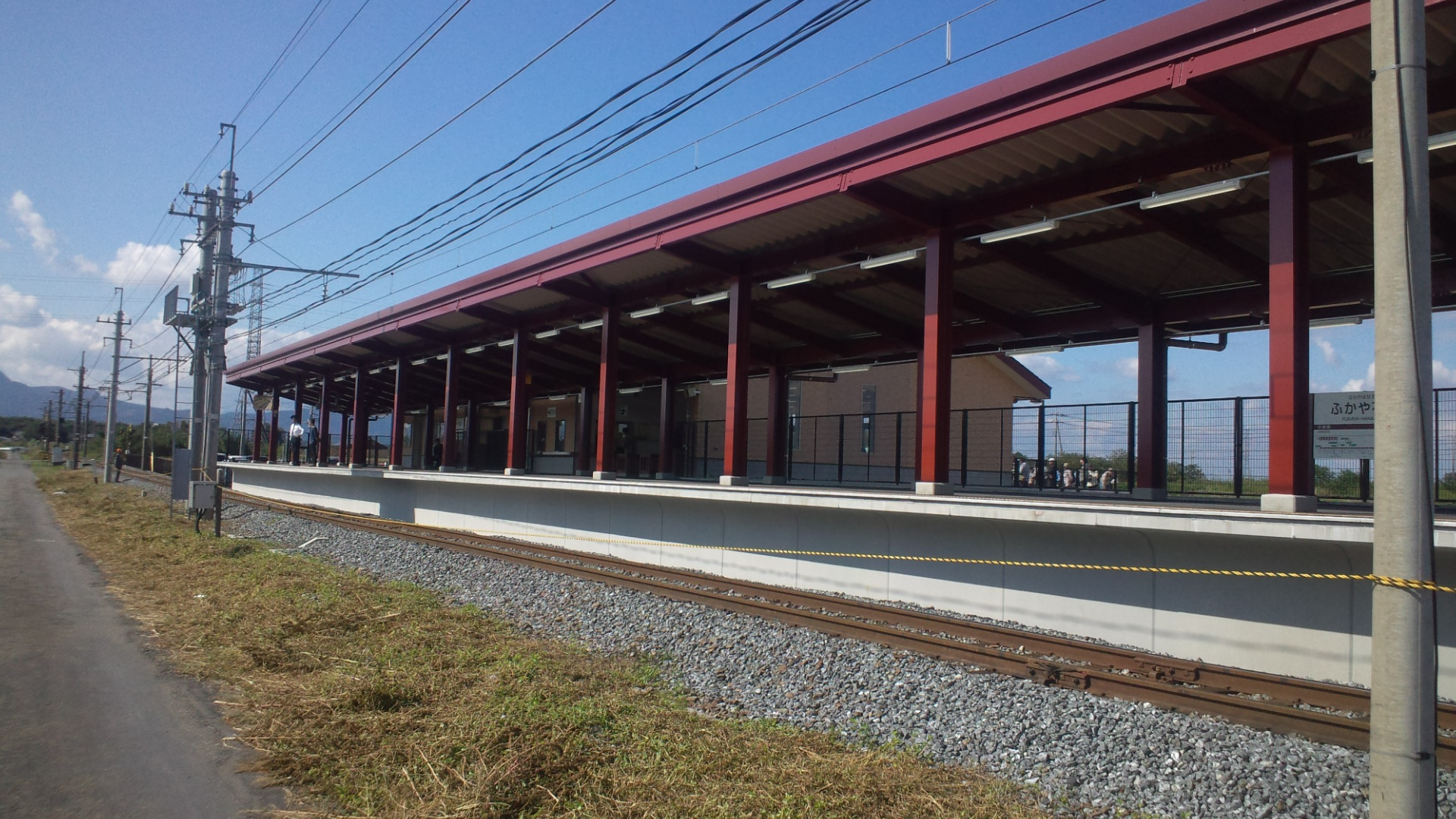
駅ホーム（開業日） （2018年10月20日）
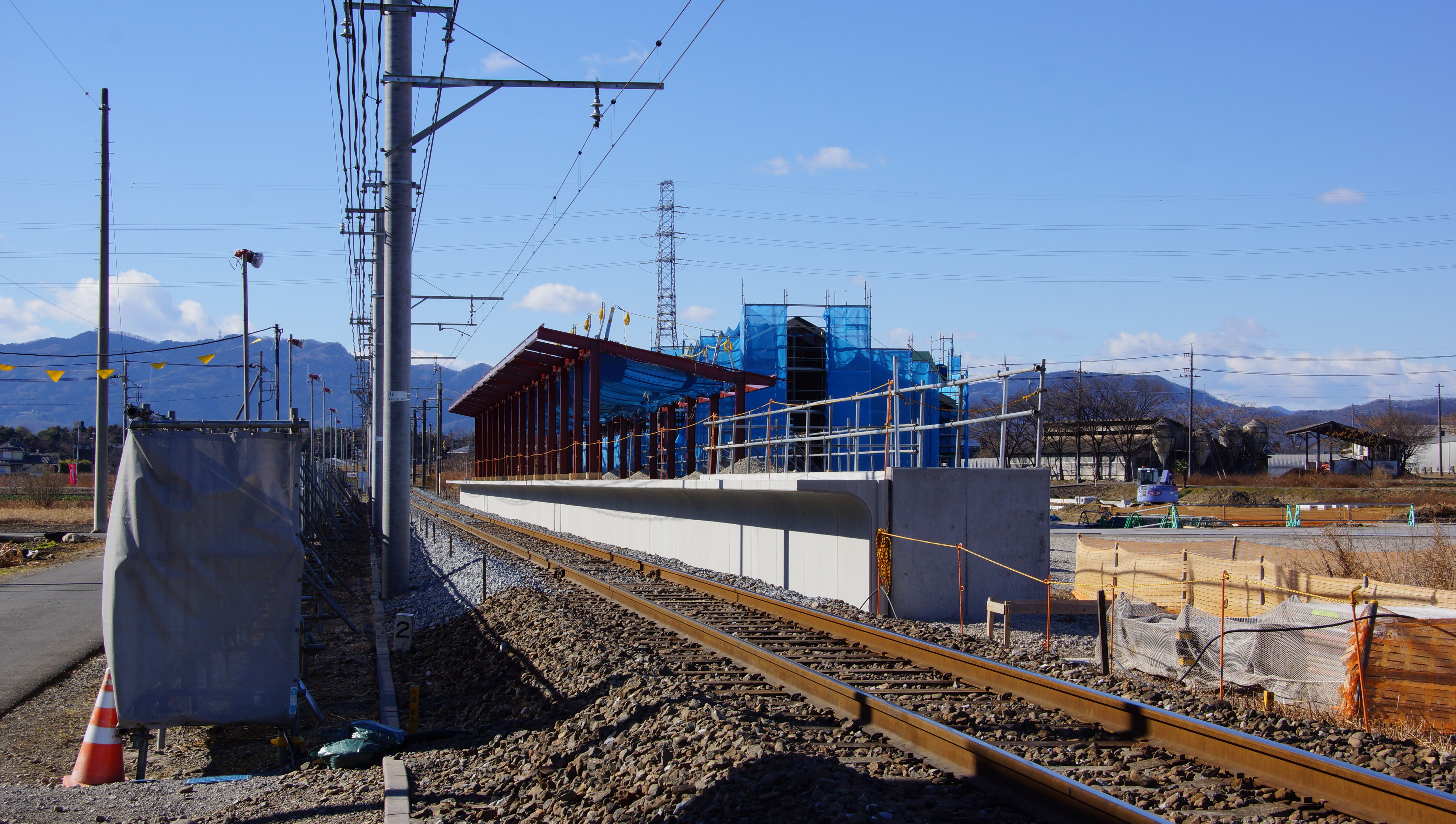
建設中の駅ホーム（2018年1月1日）

## 利用状況
駅開業時点では年間5万6千人程度（1日平均153人）の利用を見込む。アウトレットモール開業後には来場者全体の約1割を占める、年間約64万9千人（1日平均1778人）を見込んでいる。
2022年度の1日平均乗車人員は565人である。年度ごとの1日平均乗車人員は以下の通り。
| 年度                 | 乗車人員 （1日平均） | 出典   | 注釈   |
| -------------------- | -------------------- | ------ | ------ |
| 2018年（平成30年）度 | 115                  | [ 13 ] | [ 14 ] |
| 2019年（令和2年）度  | 81                   | [ 15 ] |        |
| 2020年（令和3年）度  | 68                   | [ 16 ] |        |
| 2021年（令和4年）度  | 89                   | [ 17 ] |        |
| 2022年（令和5年）度  | 565                  | [ 18 ] |        |

## 駅周辺
当駅に面する北側の広大な農地は、2022年を目標に深谷市による区画整理（花園IC拠点整備プロジェクト）が行われ、2022年5月29日には深谷市とキユーピーによる施設『深谷テラス ヤサイな仲間たちファーム』がオープンし、同年10月20日に『ふかや花園プレミアム・アウトレット』がオープンした。
当駅の南には、秩父鉄道に並走する国道140号があり、道路沿いに集落がある他は農地が広がる。当駅東側は140号バイパス（彩甲斐街道）の陸橋があり、新旧国道の交わる黒田交差点に程近い。バイパスと関越自動車道が交わる花園インターチェンジは南1キロメートルほど。そのすぐ南側は荒川が流れる。

## バス路線
Dts creationが運行する高速バスが発着する。
- Dts line八ッ場草津温泉号 池袋サンシャインBT・バスターミナル東京八重洲方面
- Dts line八ッ場草津温泉号 草津温泉・草津温泉スキー場方面

## 隣の駅
秩父鉄道
■秩父本線
□SLパレオエクスプレス
熊谷駅 (CR09) - ふかや花園駅 (CR17) - 寄居駅 (CR20)
■急行「秩父路」
武川駅 (CR15) - ふかや花園駅 (CR17) - 寄居駅 (CR20)
□各駅停車
永田駅 (CR16) - ふかや花園駅 (CR17) - 小前田駅 (CR18)